# Hallingea carneorosea
Hallingea carneorosea är en svampart som först beskrevs av E. Horak, och fick sitt nu gällande namn av Castellano 1996. Hallingea carneorosea ingår i släktet Hallingea och familjen Gallaceaceae.   Inga underarter finns listade i Catalogue of Life.